# 阿博鬍鯰
阿博鬍鯰，為輻鰭魚綱鯰形目塘虱魚科的其中一種，分布於非洲西部尼日河及沿岸淡水流域，棲息在森林的氾濫區，本魚體淡黃色，吻圓鈍，齒板小，胸棘結實的而且些微地彎曲，鰓耙長的而且遠遠地豎立，側線第二感覺管的開口在身體上呈現不規則的白色斑點，背鰭軟條72-73枚;臀鰭軟條55-56枚，體長可達29公分。

## 扩展阅读
維基物種上的相關：阿博鬍鯰